# Adams (Oregon)
Adams is een plaats (city) in de Amerikaanse staat Oregon, en valt bestuurlijk gezien onder Umatilla County.

## Demografie
Bij de volkstelling in 2000 werd het aantal inwoners vastgesteld op 297. In 2006 is het aantal inwoners door het United States Census Bureau geschat op 295, een daling van 2 (-0,7%).

## Geografie
Volgens het United States Census Bureau beslaat de plaats een oppervlakte van 0,9 km², geheel bestaande uit land. Adams ligt op ongeveer 462 m boven zeeniveau.

## Plaatsen in de nabije omgeving
De onderstaande figuur toont nabijgelegen plaatsen in een straal van 12 km rond Adams.